# Sint-Niklaaskapel (Hoesdorf)
De Sint-Niklaaskapel is de hoofdkapel, feitelijk een kerkje, van de tot de Luxemburgse gemeente Reisdorf behorende plaats Hoesdorf.
De kapel is ondergeschikt aan de parochie van Reisdorf. Het is een eenvoudig zaalkerkje met een tegen het koor aangebouwde, ronde toren met vier puntgevels rond de achtkante spits.